# HMS Battleaxe (F89)
La HMS Battleaxe (F89) era una fregata Type 22 della Royal Navy, è stata venduta alla marina brasiliana il 30 aprile 1997 e ribattezzata Rademaker (F-49).

## Servizio

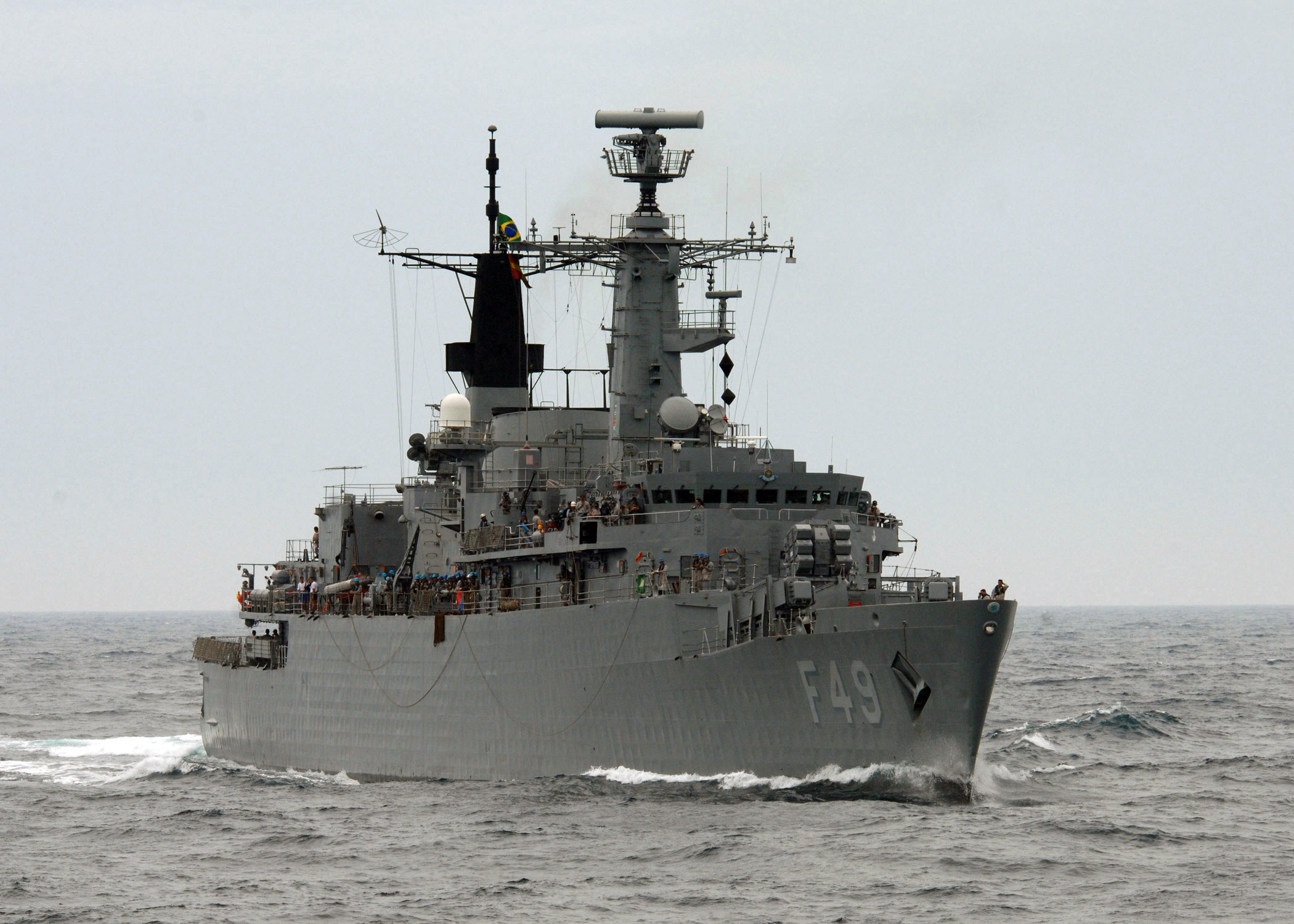
BNS Rademaker (F49), ex-HMS Battleaxe

La nave è entrata in servizio con la Royal Navy prima della guerra delle Falkland, ma non partecipò alle operazioni di riconquista delle isole perché in riparazione, arrivando solo dopo a rilevare le navi già impegnate. Ha partecipato ad operazioni in Medio Oriente, come la prima guerra del Golfo; nel gennaio 1991 era parte della scorta di un gruppo da battaglia composto dalla corazzata classe Iowa USS Wisconsin (BB-64), l'incrociatore classe Leahy USS England (DLG/CLG-22), il cacciatorpediniere classe Spruance USS O'Brien (DD-975), e la fregata classe Leander (Batch 3) HMS Jupiter (F60).
Con la marina brasiliana la nave è entrata in servizio il 30 aprile del 1997, prendendo il nome dell'ammiraglio Augusto Hamann Rademaker Grünewald (1905–1985); a tutto il 2017 è attivamente impegnata nelle attività di squadra, oltre che addestrative; per queste ultime nel 2015 ha imbarcato due elicotteri IH-6B (Bell Jet Ranger III militarizzati) per un corso di perfezionamento dei piloti di elicottero dell'Aviazione Navale; ha partecipato nel febbraio 2017 alla esercitazione Aderex I/2017. Nel 2012 la nave era stata sottoposta ad un ciclo di revisione e ammodernamento degli impianti di propulsione e dell'armamento

## Nei media
La HMS Battleaxe, è stata citata nel romanzo di Tom Clancy Uragano Rosso, dove durante l'immaginario conflitto con l'Unione Sovietica insieme ad una fregata USA della classe Perry, la USS Reuben James, partecipa alla scorta di vari convogli atlantici ed infine alla scorta di un gruppo da battaglia che deve rioccupare l'Islanda; nel romanzo vengono descritte le caratteristiche principali della nave ed alcune tattiche di guerra antisommergibile usate dalla NATO.